# Liste der Biografien/Heid
Liste der Biografien |
Portal Biografien |
Personensuche
# |
A |
B |
C |
D |
E |
F |
G |
H |
I |
J |
K |
L |
M |
N |
O |
P |
Q |
R |
S |
T |
U |
V |
W |
X |
Y |
Z |
?
 
Ha |
Hd |
He |
Hi |
Hj |
Hk |
Hl |
Hm |
Hn |
Ho |
Hr |
Hs |
Ht |
Hu |
Hv |
Hw |
Hy
 
Hea |
Heb |
Hec |
Hed |
Hee |
Hef |
Heg |
Heh |
Hei |
Hej |
Hek |
Hel |
Hem |
Hen |
Heo |
Hep |
Heq |
Her |
Hes |
Het |
Heu |
Hev |
Hew |
Hex |
Hey |
Hez
 
Heia |
Heib |
Heic |
Heid |
Heie |
Heif |
Heig |
Heij |
Heik |
Heil |
Heim |
Hein |
Heip |
Heir |
Heis |
Heit |
Heix |
Heiz
Die Liste der Biografien führt alle Personen auf, die in der deutschsprachigen Wikipedia einen Artikel haben. Dieses ist eine Teilliste mit 448 Einträgen von Personen, deren Namen mit den Buchstaben „Heid“ beginnt.

## Heid
- Heid, Bernhard (1930–2002), deutscher Architekt
- Heid, Chris (* 1983), deutsch-kanadischer Eishockeyspieler
- Heid, Darius (* 1999), deutscher Pianist und Komponist
- Heid, Fritz (1916–2010), Schweizer Grafiker, Innenarchitekt, bildender Künstler und Bildhauer
- Heid, Gerhard (1936–1972), deutscher Fußballtrainer
- Heid, Helmut (* 1934), deutscher Pädagoge
- Heid, Hermann (1834–1891), österreichischer Chemiker, Fotograf und Fabrikant
- Heid, Jack (1924–1987), US-amerikanischer Bahnradsportler
- Heid, Josef (1882–1944), deutscher Politiker (SPD), MdL
- Heid, Laura Maria (* 1990), deutsche Schauspielerin
- Heid, Ludger (* 1945), deutscher Historiker
- Heid, Mirko (* 1976), deutscher ehemaliger Sportfunktionär und Baseballspieler
- Heid, Petra (* 1957), deutsche Politikerin (SPD), MdL
- Heid, Ralph (1946–2008), Schweizer Xylophonvirtuose
- Heid, Stefan (* 1961), deutscher römisch-katholischer Kirchenhistoriker und Christlicher ArchäologeStefan Heid (* 1961)

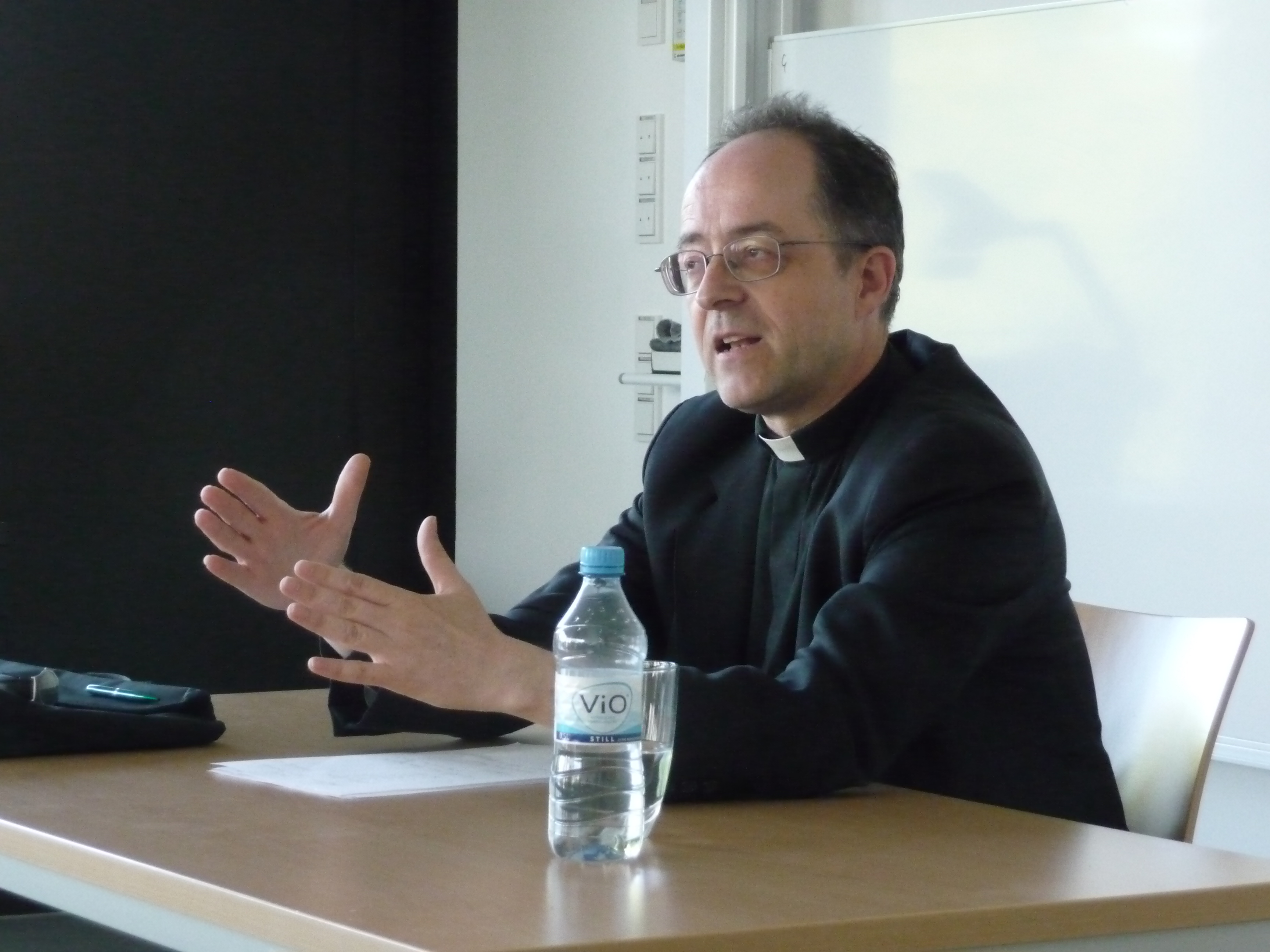
Stefan Heid (* 1961)

- Heid, Walter (1925–2003), deutscher Politiker (CDU), MdL

### Heida
- Heida, Anton (* 1878), US-amerikanischer Turner
- Heidan, Frank (* 1958), deutscher Politiker (CDU), MdL
- Heidanus, Abraham (1597–1678), deutscher reformierter Theologe
- Heidanus, Caspar (1530–1586), deutscher reformierter Theologe
- Heiðar Helguson (* 1977), isländischer Fußballspieler
- Heiðar Jóhannsson (* 2002), isländischer Eishockeyspieler
- Heiðar Kristveigarson (* 2000), isländischer Eishockeyspieler
- Heidari, Ali Akbar (* 1941), iranischer Ringer
- Heidari, Alireza (* 1976), iranischer Ringer
- Heidarpour, Hassan (* 1988), iranischer Sprinter

### Heidb
- Heidberg, Joachim (1933–2008), deutscher Chemiker
- Heidbreder, Bernhard (* 1964), deutscher Linksradikaler
- Heidbreder, Lea (* 1991), deutsche Politikerin (Grüne), MdL
- Heidbrink, Ingo (* 1968), deutscher Schifffahrtshistoriker
- Heidbrink, Ludger (* 1961), deutscher Philosoph und Hochschullehrer

### Heide
- Heide, Alexander (* 1991), deutscher Basketballspieler
- Heide, Angela, österreichische Dramaturgin, Redakteurin, Theaterwissenschaftlerin und Kuratorin
- Heide, Arjen van der (* 2001), niederländischer Fußballspieler
- Heide, Bernd von der (* 1948), deutscher Basketballfunktionär
- Heide, Birgit (* 1965), deutsche Prähistorische Archäologin
- Heide, Britta von der (* 1979), deutsche Fernsehjournalistin
- Heide, Carl von der (1872–1935), deutscher Chemiker und Mathematiker
- Heide, Christian (* 1968), deutscher Fußballspieler
- Heide, Christian von der (* 1979), deutscher Designer
- Heide, Ferdinand (* 1962), deutscher Architekt und Stadtplaner
- Heide, Franziska van der (* 1992), deutsche Theater- und Fernsehschauspielerin
- Heide, Fritz (1891–1973), deutscher Mineraloge
- Heide, Georg (1885–1945), deutscher römisch-katholischer Geistlicher, Steyler Missionar und NS-Opfer
- Heide, Gustavo (* 2002), brasilianischer Tennisspieler
- Heide, Hannes (* 1966), österreichischer Politiker (SPÖ), Bürgermeister, MdEP
- Heide, Hans van der (* 1958), niederländischer Komponist und Musiker
- Heide, Heinrich (1846–1931), deutsch-amerikanischer Unternehmer
- Heide, Heinrich von der (1806–1859), Landtagsabgeordneter Waldeck
- Heide, Holger (* 1939), deutscher Ökonom
- Heide, Jessica (* 1980), deutsche politische Beamtin (SPD)
- Heide, Johann Karl (1897–1974), deutscher Politiker (SPD), MdL, MdB
- Heide, Johann von der, Ratsherr der Hansestadt Lübeck
- Heide, Josef von der (1903–1985), deutscher Politiker (Zentrum), MdL
- Heide, Joseph Carl Franz Xaver (1801–1867), deutscher römisch-katholischer Geistlicher und Politiker
- Heide, Karl (* 1906), deutscher Radrennfahrer
- Heide, Klaus (1938–2023), deutscher Mineraloge, Petrologe und Hochschullehrer
- Heide, Konstantin (* 2006), deutscher FußballtorwartKonstantin Heide (* 2006)

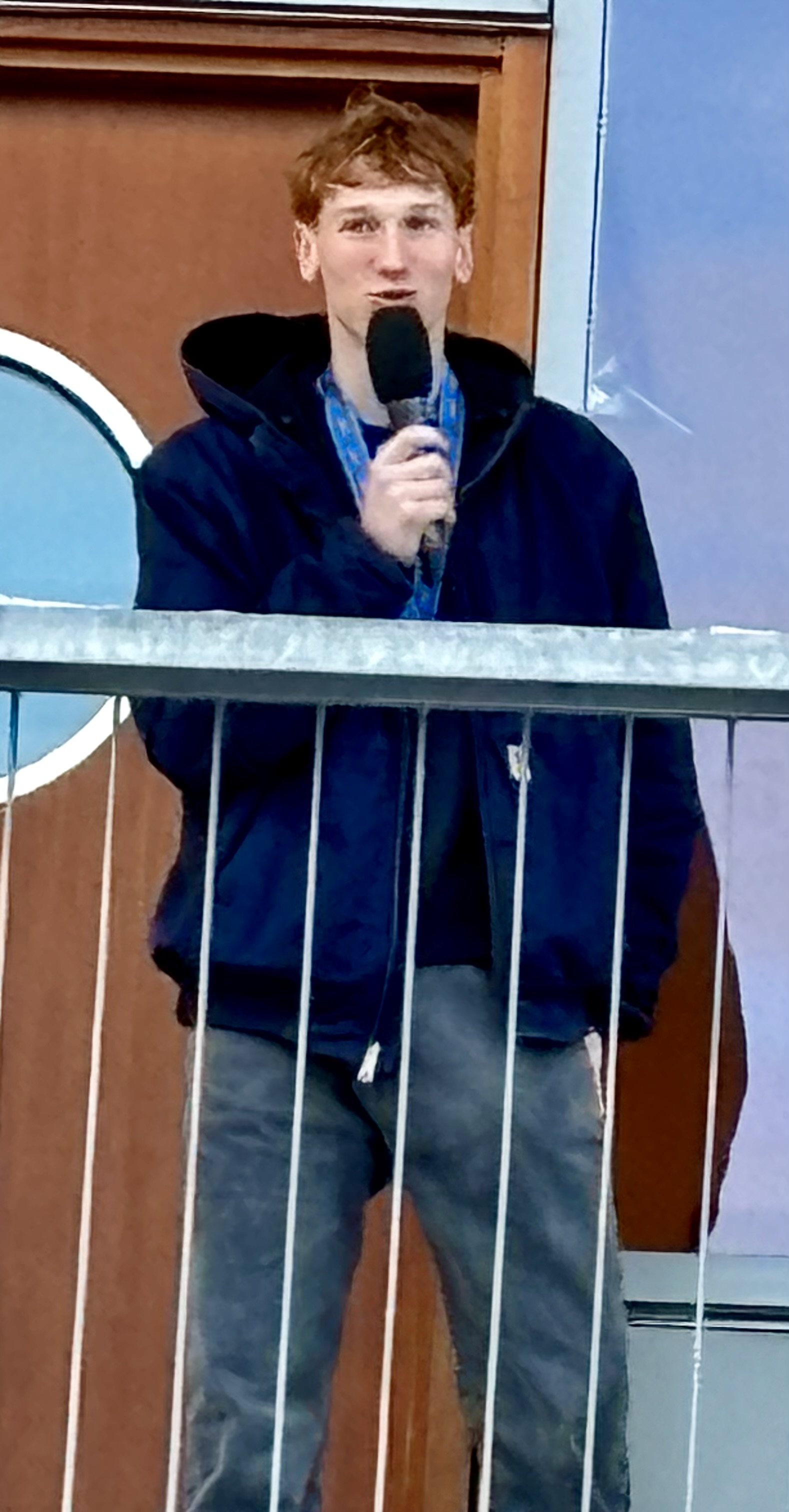
Konstantin Heide (* 2006)

- Heide, Lutz von der (1948–2020), deutscher Politiker (CDU), MdL
- Heide, Manuel (* 1955), deutscher Politiker (CDU), MdA
- Heide, Martin, deutscher Konstrukteur von Segelflugzeugen
- Heide, Michael, deutscher Autor, Slam-Poet
- Heide, Michael von der (* 1971), Schweizer Sänger
- Heide, Moritz auf der (* 1987), deutscher Langstrecken- und UltraläuferMoritz auf der Heide (* 1987)

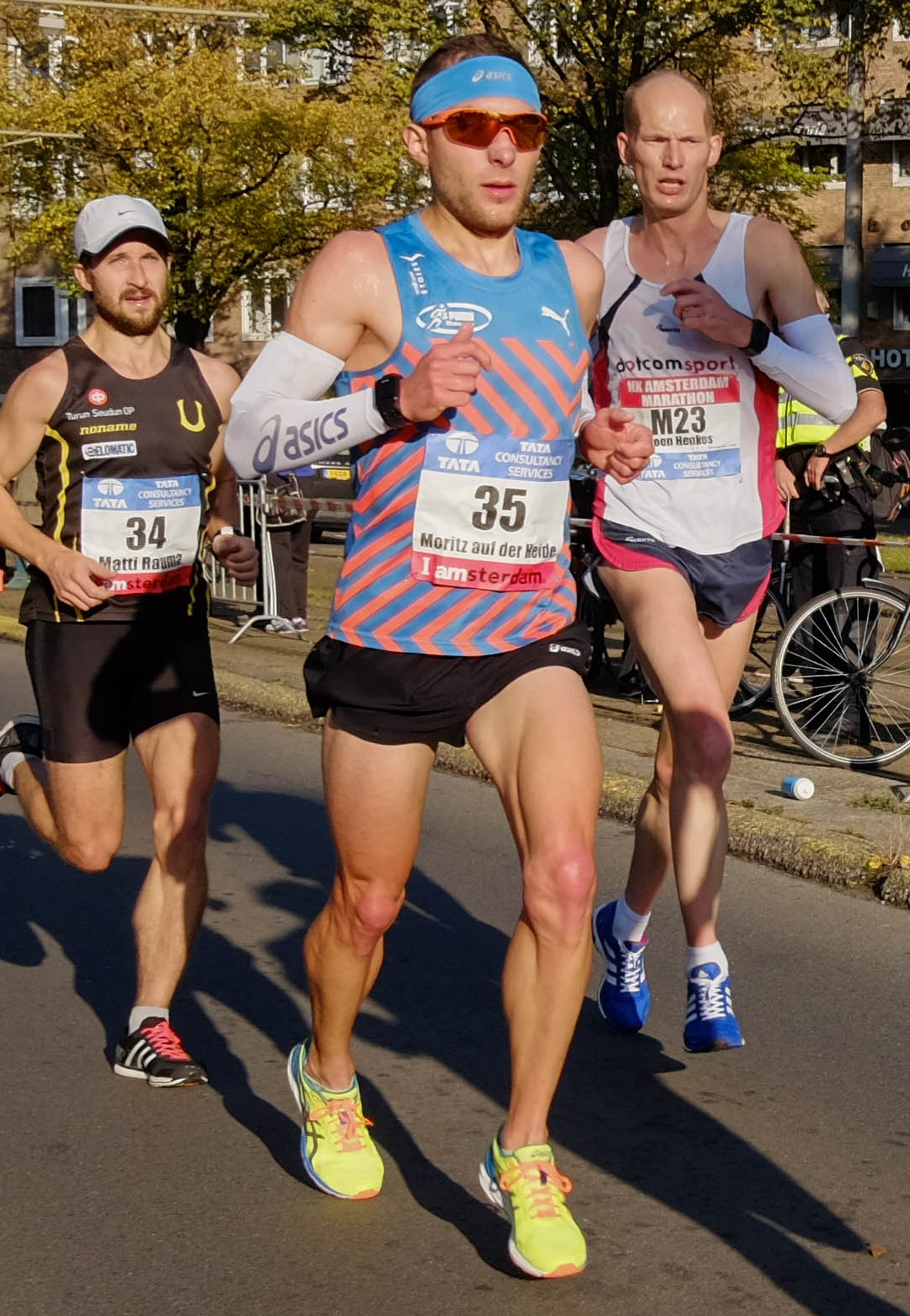
Moritz auf der Heide (* 1987)

- Heide, Paul (1879–1973), deutscher Politiker (SPD) und Gewerkschafter
- Heide, Raiko (* 1990), estnischer Nordischer Kombinierer
- Heide, Raoul (1888–1978), norwegischer Degenfechter
- Heide, Rolf (1932–2020), deutscher Innenarchitekt und Designer
- Heide, Rotraud von der (* 1942), deutsche Künstlerin und Aktionskünstlerin
- Heide, Ruud ter (* 1982), niederländischer Fußballspieler
- Heide, Tim (* 1959), deutscher Architekt
- Heide, Tobias von der (* 1984), deutscher Politiker (CDU), MdL
- Heide, Walther (* 1894), deutscher Zeitungswissenschaftler und Staatsbeamter
- Heide, Wilhelm Karlowitsch (1824–1888), deutsch-russischer Architekt
- Heide, Willy (1919–2011), deutscher Gastronom
- Heide-Hemsing, Annie van der (1896–1968), niederländische Bildhauerin
- Heide-Kattwinkel, Hans-Wolfgang von der (* 1954), deutscher Arzt und Sanitätsoffizier (Admiralarzt)
- Heide-Steen, Harald junior (1939–2008), norwegischer Schauspieler und Komiker

#### Heideb
- Heidebrecht, Brigitte (* 1951), deutsche Lyrikerin
- Heidebroek, Enno (1876–1955), deutscher Maschinenbau-Ingenieur und Hochschullehrer, MdV

#### Heidec
- Heideck, Georg von (1487–1551), Bamberger, Pfälzer und Pfalz-Neuburger Beamter
- Heideck, Karl Wilhelm von (1788–1861), deutscher Maler
- Heidecke, Astrid (* 1959), deutsche Fußballtorhüterin
- Heidecke, Carmen, deutsche Wirtschaftsdiplomatin
- Heidecke, Christian (1837–1925), deutscher Architekt
- Heidecke, Claus-Dieter (* 1954), deutscher Chirurg und Hochschullehrer
- Heidecke, Günter (1922–2011), deutscher Kommunalpolitiker (SPD), Regierungspräsident Köln
- Heidecke, Heidrun (1954–2015), deutsche Diplompädagogin und Politikerin (Bündnis 90/Die Grünen), MdL
- Heidecke, Reinhold (1881–1960), deutscher Mechaniker und Unternehmer, Mitbegründer des späteren Kamera-Herstellers Rollei
- Heidecker, Dieter (* 1954), österreichischer Militär
- Heidecker, Gabriele (1961–2008), österreichische Architektin und Künstlerin
- Heidecker, Tim (* 1976), US-amerikanischer Komiker, Schauspieler, Fernsehregisseur und Drehbuchautor

#### Heideg
- Heidegg, Laurentius von († 1549), Schweizer Benediktinermönch, Abt des Klosters Muri
- Heidegger, Armin (* 1970), liechtensteinischer Fußballspieler
- Heidegger, Ferdinand (1899–1978), liechtensteinischer Politiker
- Heidegger, Fritz (1894–1980), deutscher Autor
- Heidegger, Gerald (* 1969), österreichischer Journalist und Redakteur
- Heidegger, Gotthard (1666–1711), reformierter Theologe und Verfasser satirisch-kritischer Schriften
- Heidegger, Günther (* 1966), italienischer Journalist und Moderator (Südtirol)
- Heidegger, Hans Conrad (1649–1721), Zürcher Politiker
- Heidegger, Hermann (1920–2020), deutscher Historiker und Offizier
- Heidegger, Johann Heinrich (1633–1698), Schweizer reformierter Theologe
- Heidegger, Johann Jacob (1666–1749), Schweizer Impresario
- Heidegger, Klaus (* 1957), österreichischer Skirennläufer
- Heidegger, Linus (* 1995), österreichischer Eisschnellläufer
- Heidegger, Martin (1889–1976), deutscher PhilosophMartin Heidegger (1889–1976)

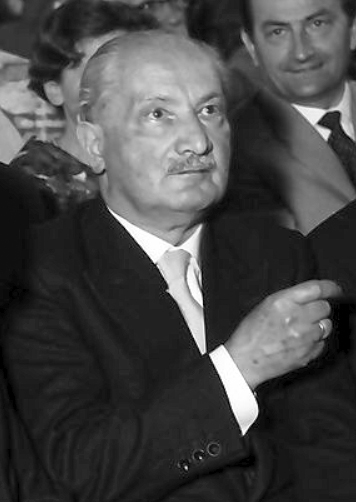
Martin Heidegger (1889–1976)

- Heidegger, Maximilian (* 1997), US-amerikanisch-israelisch-österreichischer Basketballspieler
- Heidegger, Moritz (1932–1956), liechtensteinischer Bobfahrer
- Heidegger, Norma (* 1961), liechtensteinische Politikerin (VU)
- Heidegger, Peter, Opfer eines Justizirrtums
- Heidegger, Theodor (1834–1914), Architekt und Bürgermeister

#### Heidek
- Heideke von Erffa († 1327), katholischer Erzbischof von Magdeburg
- Heideking, Jürgen (1947–2000), deutscher Historiker

#### Heidel
- Heidel, Alois (1915–1990), österreichischer Bildhauer und Restaurator
- Heidel, Caris-Petra (* 1954), deutsche Medizinhistorikerin
- Heidel, Christian (* 1963), deutscher FußballfunktionärChristian Heidel (* 1963)

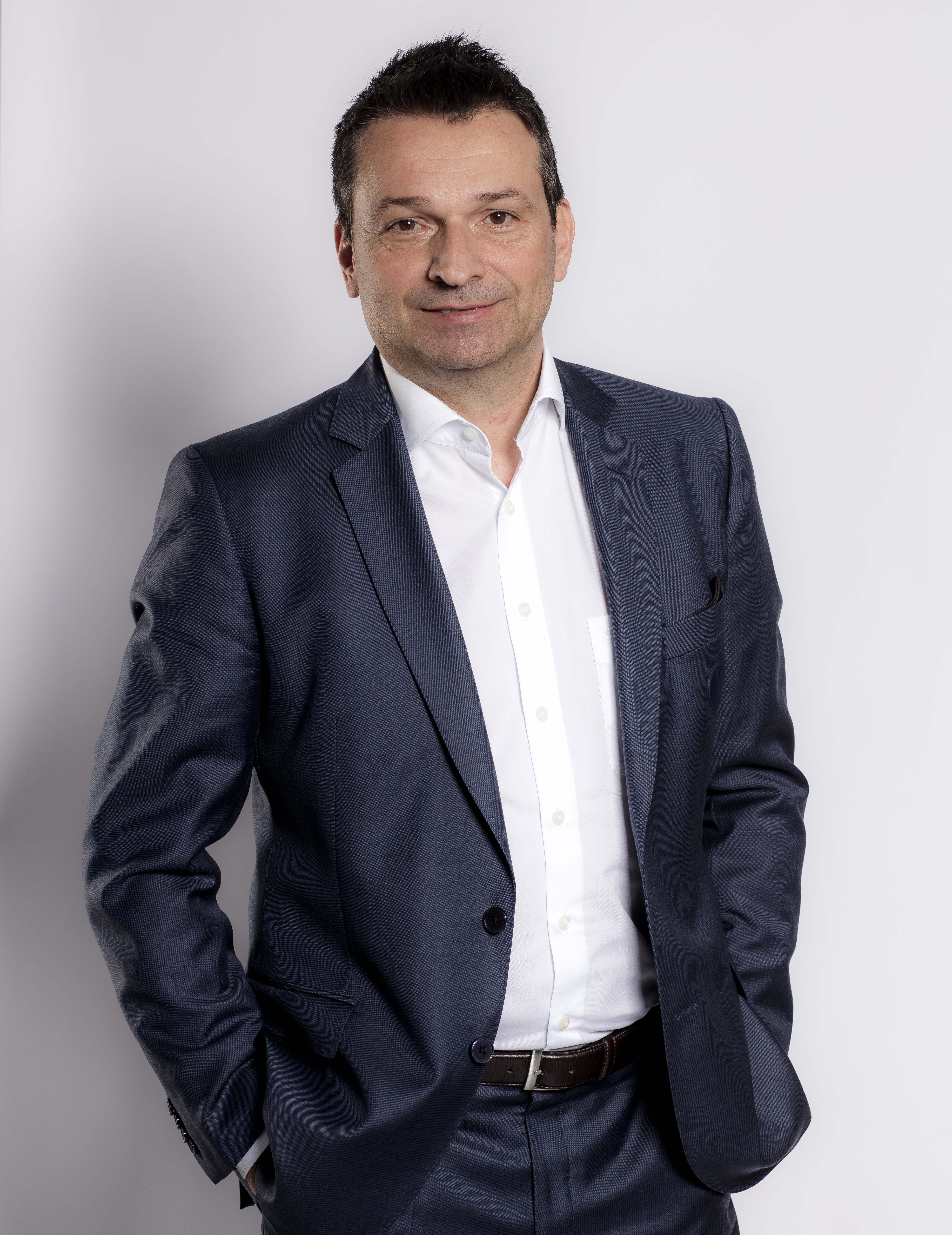
Christian Heidel (* 1963)

- Heidel, Günter (1942–2013), deutscher Medizinhistoriker und Arzt
- Heidel, Heinrich (* 1952), deutscher Politiker (FDP), MdL
- Heidel, Herbert (* 1932), deutscher Politiker (CDU), MdL
- Heidel, Hermann (1811–1865), deutscher Bildhauer
- Heidel, Jonathan (* 2004), deutscher Trial-Fahrer
- Heidel, Marlon (* 2005), deutscher Schauspieler, Musicaldarsteller und Hörbuchsprecher
- Heidel, Ralph, deutscher Jazz-Saxophonist, Multiinstrumentalist, Arrangeur und Komponist
- Heidel, Sebastian (* 1989), deutscher Fußballspieler
- Heidel, Thorsten (* 1967), deutscher Schauspieler
- Heidel, Wilhelm (1916–2008), rumänischer Feldhandballspieler
- Heidelbach, Karl (1923–1993), deutscher Maler
- Heidelbach, Kaspar (* 1954), deutscher RegisseurKaspar Heidelbach (* 1954)

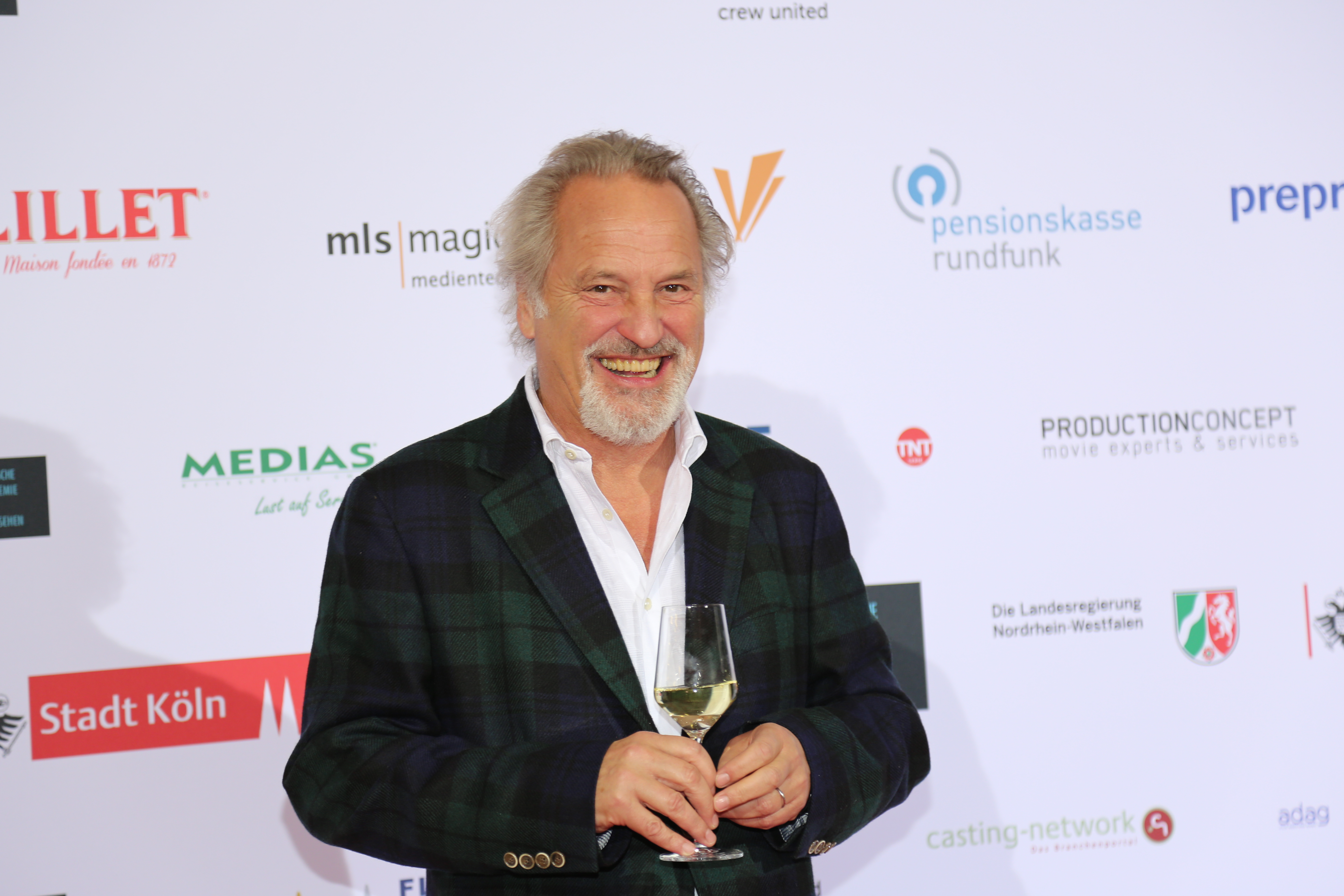
Kaspar Heidelbach (* 1954)

- Heidelbach, Moritz (* 1987), deutscher Schauspieler
- Heidelbach, Nikolaus (* 1955), deutscher Grafiker und Bilderbuchillustrator und -autor
- Heidelbach, Paul (1870–1954), deutscher Schriftsteller, Stadtarchivar, Herausgeber und Bibliothekar
- Heidelberg, Götz (1923–2017), deutscher Physiker, Konstrukteur und Unternehmer
- Heidelberg, Heidi, britische Musikerin (Gesang, Gitarre, Komposition)
- Heidelberg, Kirk (* 1957), US-amerikanischer Footballtrainer
- Heidelberg-Maler, griechischer Vasenmaler
- Heidelberger, Bertrand (* 1845), deutscher Pflanzen- und Naturheilkundler
- Heidelberger, Charles (1920–1983), amerikanischer Chemiker und Krebsforscher
- Heidelberger, Franz (1889–1971), deutscher Ministerialbeamter
- Heidelberger, Jörg (1942–2015), deutscher evangelischer Pfarrer und Politiker (SPD)
- Heidelberger, Michael (1888–1991), amerikanischer Immunologe
- Heidelberger, Michael (* 1947), deutscher Philosoph und Wissenschaftstheoretiker
- Heidelberger-Leonard, Irène (* 1944), Honorarprofessorin an der Queen Mary, University of London
- Heidelmann, Franz, Malermeister in Weimar
- Heideloff, Alfred (1802–1826), deutscher Maler
- Heideloff, Carl (1770–1816), deutscher Dekorationsmaler und Bühnenmaler; Hofmaler in Weimar
- Heideloff, Carl Alexander (1789–1865), deutscher Architekt und Denkmalpfleger
- Heideloff, Manfred (1793–1850), deutscher Kupferstecher und Maler
- Heideloff, Nikolaus (1761–1837), deutscher Kupferstecher
- Heideloff, Viktor († 1817), deutscher Maler

#### Heidem
- Heideman, Cecile, Szenenbildnerin und Requisiteurin
- Heidemann, August Wilhelm (1773–1813), deutscher Rechtswissenschaftler, Oberbürgermeister von Königsberg
- Heidemann, Britta (* 1982), deutsche Degenfechterin und OlympiasiegerinBritta Heidemann (* 1982)

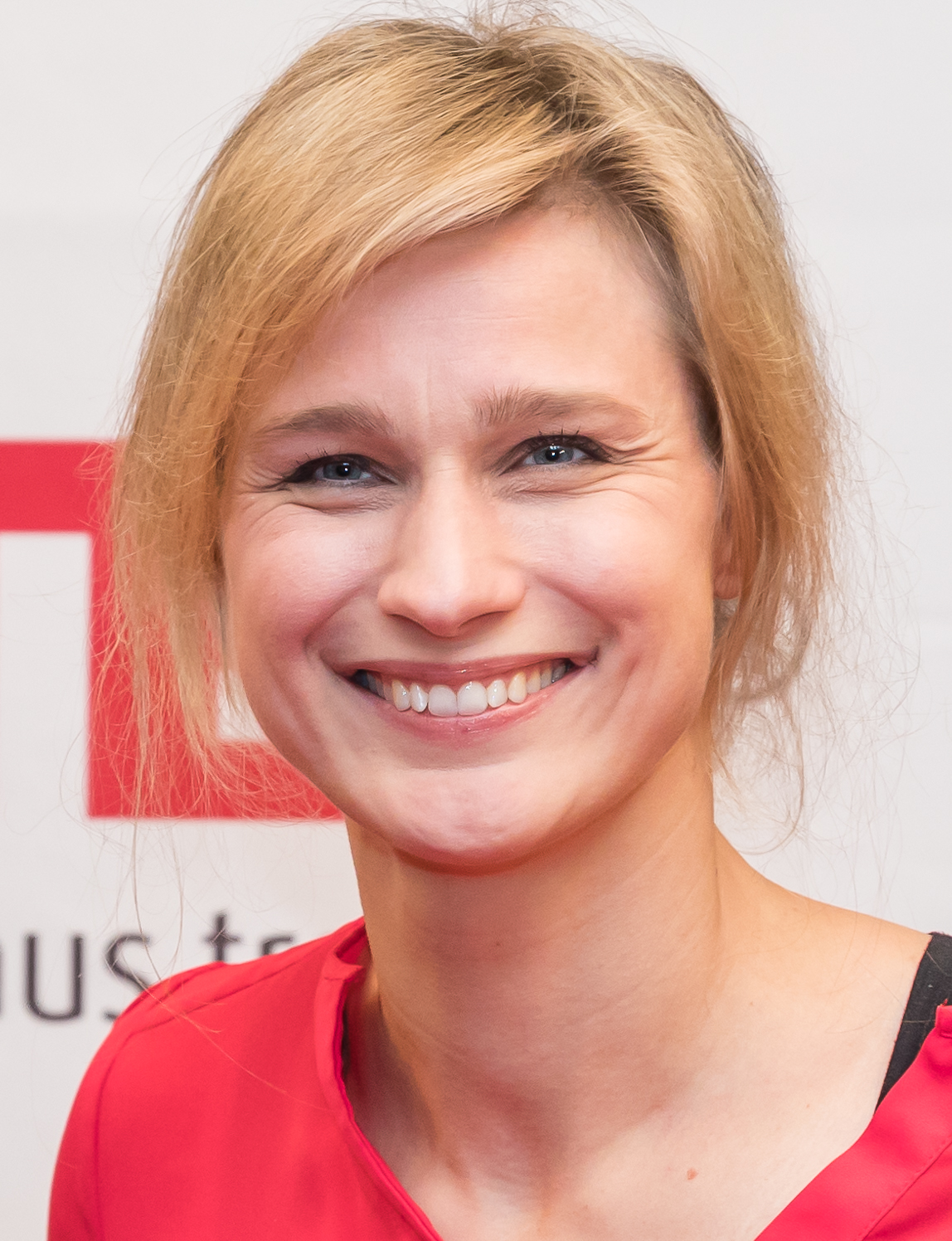
Britta Heidemann (* 1982)

- Heidemann, Christiana (* 1950), deutsche Künstlerin
- Heidemann, Dirk (* 1961), deutscher ehemaliger Turniertänzer, Fotomodell, Autor, Tanzsporttrainer und Choreograf
- Heidemann, Eva (1933–2022), deutsche Politikerin (CDU), MdL
- Heidemann, Frank (* 1957), deutscher Ethnologe und Hochschullehrer
- Heidemann, Fred J. (* 1945), deutscher Jurist, Bevollmächtigter Sachsen-Anhalt beim Bund
- Heidemann, Gerd (1931–2024), deutscher ReporterGerd Heidemann (1931–2024)

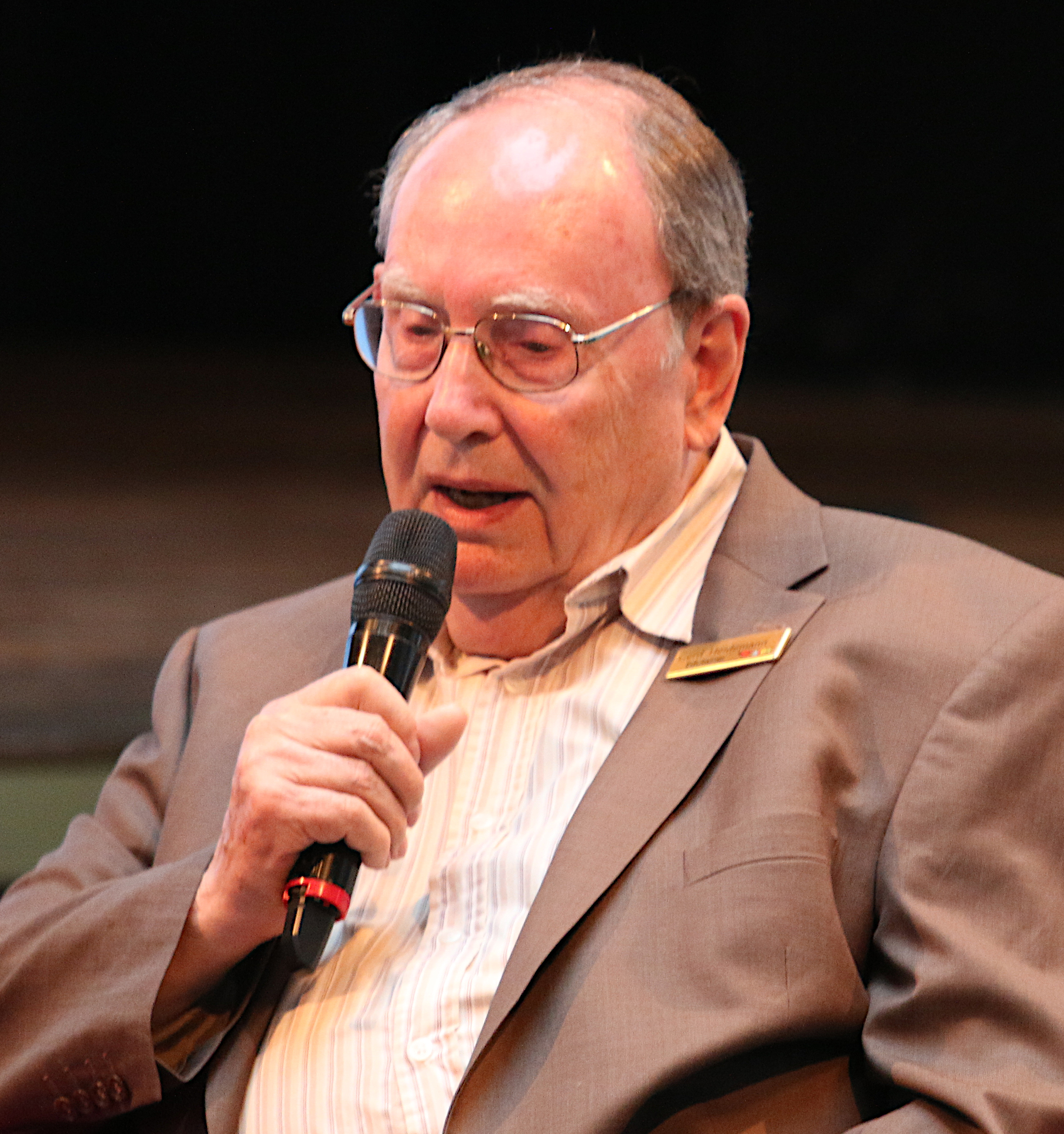
Gerd Heidemann (1931–2024)

- Heidemann, Günther (1932–2010), deutscher Boxer
- Heidemann, Hartmut (1941–2022), deutscher Fußballspieler
- Heidemann, Heinz Dieter (* 1946), brasilianischer Human- und Wirtschaftsgeograf
- Heidemann, Ingeborg (1915–1987), deutsche Philosophin
- Heidemann, Karl (1895–1975), deutscher Politiker (NSDAP), MdR
- Heidemann, Karl-Heinz (1925–2017), deutscher Fußballspieler
- Heidemann, Lavon (* 1958), US-amerikanischer Politiker
- Heidemann, Lutz (* 1938), deutscher Architekt, Stadtplaner und Bauhistoriker
- Heidemann, Matthias (1912–1970), deutscher Fußballspieler
- Heidemann, Miguel (* 1998), deutscher Radrennfahrer
- Heidemann, Niklas (* 1995), deutscher Fußballspieler
- Heidemann, Norbert (* 1955), deutscher Fußballspieler und -trainer
- Heidemann, Otto (* 1886), deutscher Politiker (NSDAP)
- Heidemann, Paul (1884–1968), deutscher Schauspieler, Filmregisseur und Filmproduzent
- Heidemann, Stefan (* 1961), deutscher Orientalist und Hochschullehrer
- Heidemann, Wilhelm (* 1947), deutscher Politiker (CDU), MdL
- Heidemanns, Estefania (* 1979), deutsche Tänzerin
- Heidemanns, Hanns (1927–2012), deutscher Apotheker, Sanitätsoffizier und Autor
- Heidemanns, Henning (* 1958), deutscher Politiker, Staatssekretär in Brandenburg
- Heidemanns, Martin (* 1963), deutscher Journalist
- Heidemeyer, Helge (* 1963), deutscher Historiker und Leiter der Gedenkstätte Hohenschönhausen
- Heidemeyer, Wilhelm (1898–1984), deutscher Pädagoge

#### Heiden
- Heiden, Anne von der (* 1968), deutsche Medien- und Kunstwissenschaftlerin
- Heiden, Bernhard (1910–2000), deutsch-amerikanischer Komponist und Hochschullehrer für Musik
- Heiden, Bernhard von, Domherr in Münster
- Heiden, Beth (* 1959), US-amerikanische Eisschnellläuferin und Radsportlerin
- Heiden, Bo (* 1967), US-amerikanisch-schwedischer Basketballspieler
- Heiden, Eduard (1835–1888), deutscher Agrikulturchemiker
- Heiden, Ellis (1912–2005), deutsche Schauspielerin und Regisseurin
- Heiden, Erhard (1901–1933), zweiter Reichsführer SS der Schutzstaffel
- Heiden, Eric (* 1958), US-amerikanischer Eisschnellläufer
- Heiden, Fjodor Loginowitsch (1821–1900), Generalgouverneur von Finnland
- Heiden, Friedrich August (1887–1954), deutscher Sozialdemokrat, Kommunist, Politiker der DDR
- Heiden, Friedrich von (1595–1681), Herr zu Bruch, Rhade und Schönrath
- Heiden, Georg von, Domherr in Münster
- Heiden, Günter (1943–1991), deutscher Fußballspieler
- Heiden, Heino (1923–2013), deutsch-kanadischer Balletttänzer und Choreograf
- Heiden, Joachim (* 1955), deutscher Klassischer Archäologe
- Heiden, Josef (1907–1949), österreichischer Funktionshäftling im KZ Dachau
- Heiden, Konrad (1901–1966), deutscher Journalist und SchriftstellerKonrad Heiden (1901–1966)

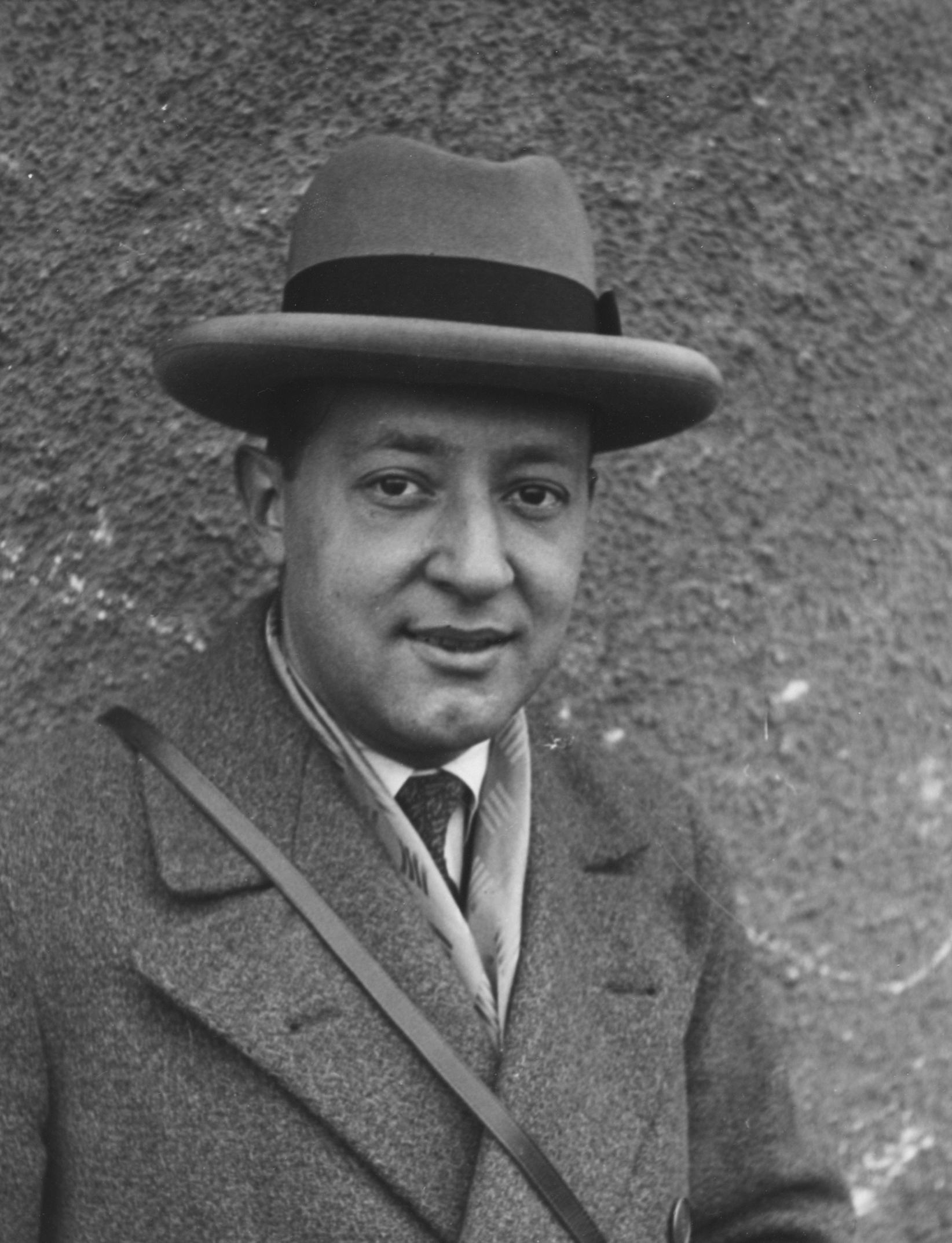
Konrad Heiden (1901–1966)

- Heiden, Leonhard (1919–1999), deutscher Politiker (SPD)
- Heiden, Login Petrowitsch († 1850), russischer Admiral und Militärgouverneur von Reval
- Heiden, Marga (1921–2013), deutsche Theaterschauspielerin
- Heiden, Menso von, Domherr in Münster
- Heiden, Siem (1905–1993), niederländischer Eisschnellläufer
- Heiden, Stefanie (* 1966), deutsche Wissenschafts- und Technikmanagerin, ausgebildete Mikrobiologin und Biochemikerin
- Heiden, Uwe an der (* 1942), deutscher Mathematiker und Philosoph
- Heiden-Berndt, Anita (1929–2005), deutsche Schriftstellerin und Hörspielautorin
- Heidenblut, Dirk (* 1961), deutscher Politiker (SPD), MdB
- Heidenblut, Karl (1906–1987), deutscher Politiker (CDU), MdL
- Heidenblut, Rudolf (1934–2023), deutscher Politiker (CDU), MdL
- Heidenfeld, Mark (* 1968), deutsch-irischer Schachspieler
- Heidenfeld, Wolfgang (1911–1981), deutsch-südafrikanisch-irischer Schachspieler
- Heidenfelder, Bastian (* 1986), deutscher Fußballspieler
- Heidenhain, Arthur (1862–1941), deutscher Bibliothekar
- Heidenhain, Lothar (1860–1940), deutscher Chirurg
- Heidenhain, Martin (1864–1949), deutscher Anatom
- Heidenhain, Martin (1880–1954), deutscher Reichsgerichtsrat und Richter am Bundesgerichtshof
- Heidenhain, Rudolf (1834–1897), deutscher Physiologe
- Heidenheim, Hans (1887–1949), deutscher Konibetreiber
- Heidenheim, Moritz (1824–1898), jüdisch-christlicher Gelehrter
- Heidenheim, Philipp (1814–1906), deutscher Rabbiner
- Heidenheim, Wolf (1757–1832), deutscher Gelehrter jüdischen Glaubens
- Heidenheimer, Arnold J. (1929–2001), US-amerikanischer Politikwissenschaftler und Hochschullehrer
- Heidenreich von Brandenburg († 1291), Bischof von Brandenburg
- Heidenreich von Kulm († 1263), Bischof von Kulm
- Heidenreich von Oer, Marschall von Westfalen
- Heidenreich von Siebold, Charlotte (1788–1859), deutsche Geburtshelferin und FrauenärztinCharlotte Heidenreich von Siebold (1788–1859)

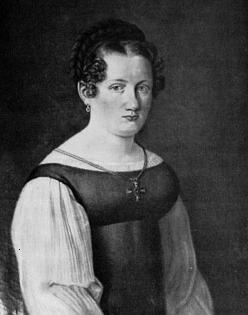
Charlotte Heidenreich von Siebold (1788–1859)

- Heidenreich Wolf von Lüdinghausen († 1392), Bischof von Münster
- Heidenreich, Adolf (1897–1958), deutscher Politiker (SPD), MdL
- Heidenreich, Alexander (* 1972), deutscher Schauspieler und Unternehmer
- Heidenreich, Anna-Lena (* 1990), deutsche Fußballschiedsrichterin
- Heidenreich, Anton (1896–1982), deutscher Generalmajor der Luftwaffe der Wehrmacht während des Zweiten Weltkriegs
- Heidenreich, August (1846–1913), deutscher Gutsverwalter und Politiker der Nationalliberalen Partei
- Heidenreich, Axel (* 1964), deutscher Urologe
- Heidenreich, Bernd (* 1955), deutscher Historiker und Behördenleiter
- Heidenreich, Carl (1901–1964), deutsch-amerikanischer Maler
- Heidenreich, Conrad (1873–1937), deutscher Architekt
- Heidenreich, David Elias (1638–1688), deutscher Dichter, Dramatiker und Übersetzer der Barockzeit
- Heidenreich, Dieter (* 1944), deutscher Gebrauchsgrafiker, Fotograf und Autor
- Heidenreich, Elke (* 1943), deutsche Schriftstellerin und ModeratorinElke Heidenreich (* 1943)

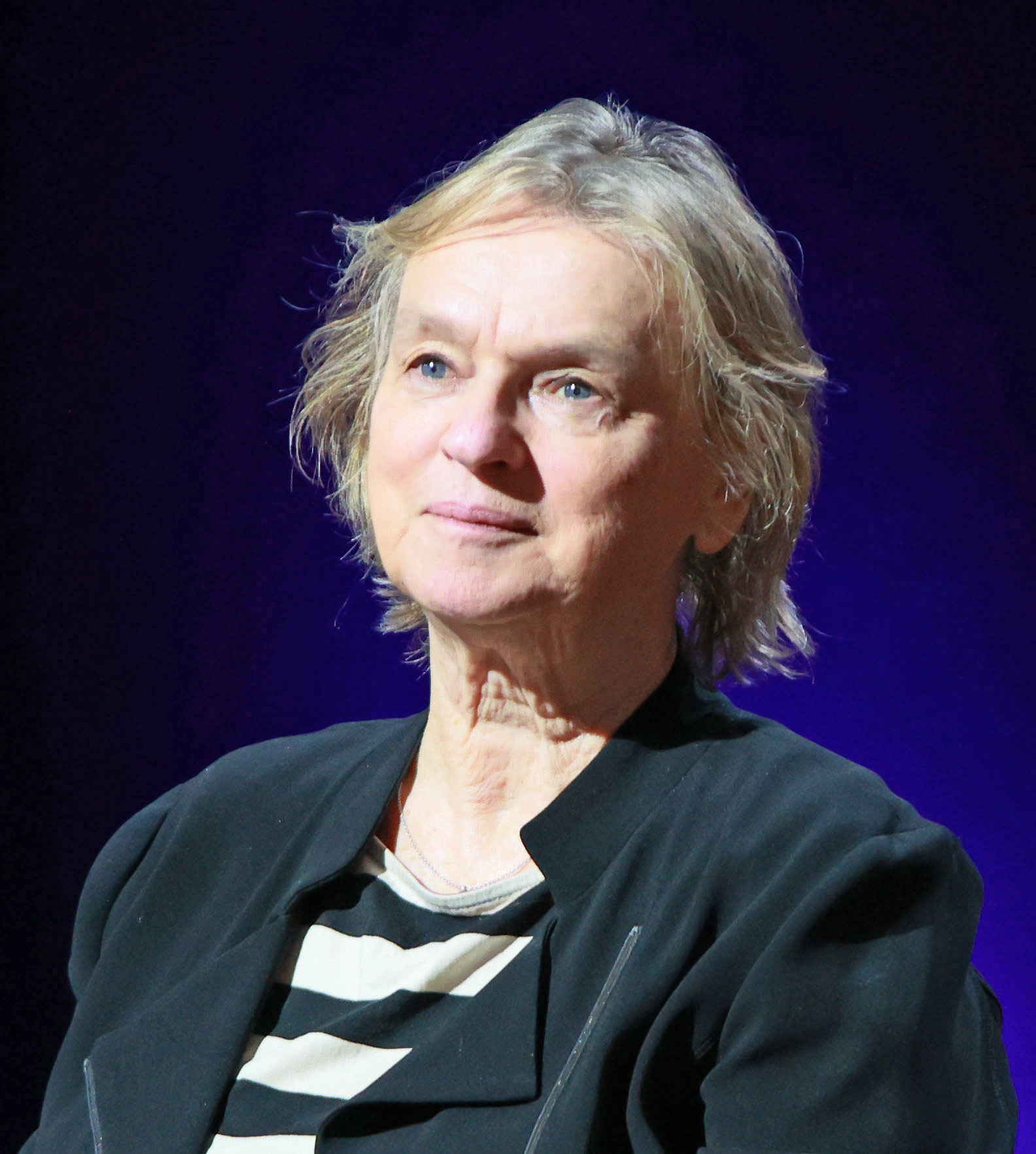
Elke Heidenreich (* 1943)

- Heidenreich, Esaias (1532–1589), deutscher lutherischer Theologe
- Heidenreich, Friedrich (1741–1819), deutscher Orgelbauer
- Heidenreich, Friedrich Ferdinand Leopold von (1754–1836), preußischer Generalmajor
- Heidenreich, Friedrich Wilhelm (1798–1857), deutscher Arzt
- Heidenreich, Fritz (1895–1966), deutscher Bildhauer
- Heidenreich, Gerhard (1916–2001), deutscher Politiker (SED) und Geheimdienstler (MfS)
- Heidenreich, Gert (* 1944), deutscher Schriftsteller, Journalist und Radiosprecher
- Heidenreich, Gisela (* 1943), deutsche Autorin
- Heidenreich, Gustav (1819–1855), deutscher Genre- und Historienmaler
- Heidenreich, Hans-Jürgen (* 1967), deutscher Fußballspieler
- Heidenreich, Heinrich, Abt des Klosters Sedletz und kurzzeitig des Klosters Waldsassen
- Heidenreich, Heinrich (* 1880), deutscher Landrat
- Heidenreich, Herbert (* 1954), deutscher Fußballspieler
- Heidenreich, Herta (* 1940), deutsche Malerin und Grafikerin
- Heidenreich, Jakub (* 1989), tschechischer Fußballspieler
- Heidenreich, Jerry (1950–2002), US-amerikanischer Schwimmer
- Heidenreich, Jon (* 1969), US-amerikanischer American-Football-Spieler und WrestlerJon Heidenreich (* 1969)

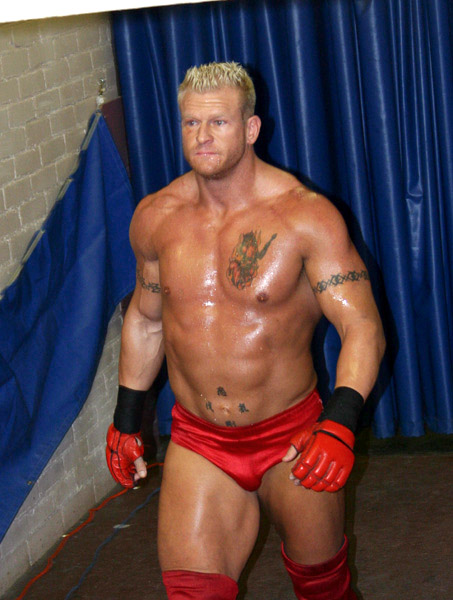
Jon Heidenreich (* 1969)

- Heidenreich, Kaspar († 1586), lutherischer Theologe und Reformator
- Heidenreich, Klaus (* 1984), deutscher Jazzmusiker
- Heidenreich, Leander (1814–1881), Landtagsabgeordneter und Bürgermeister Hessen
- Heidenreich, Lisa (* 1991), deutsche Badmintonspielerin
- Heidenreich, Lorenz (1480–1557), deutscher lutherischer Theologe
- Heidenreich, Martin (* 1956), deutscher Soziologe und Hochschullehrer
- Heidenreich, Maximilian (1967–2024), deutscher Fußballspieler und -trainer
- Heidenreich, Nadine (* 1981), deutsche Schauspielerin und Moderatorin
- Heidenreich, Niels (1761–1844), dänischer Uhrmacher und Goldschmied, Dieb der Goldhörner von Gallehus
- Heidenreich, Olly (1899–1945), österreichische Schauspielerin
- Heidenreich, Otto (1902–1962), deutscher Politiker (NSDAP)
- Heidenreich, Robert (* 1883), deutscher Politiker (DVP), MdL
- Heidenreich, Robert (1899–1990), deutscher Klassischer Archäologe
- Heidenreich, Stefan (* 1962), deutscher Manager
- Heidenreich, Stefan (* 1965), deutscher Kunst- und Medienwissenschaftler
- Heidenreich, Walter (* 1949), deutscher Prediger und Evangelist
- Heidenschreider, Anton (1826–1870), deutscher Arzt und Meteorologe
- Heidensohn, Frances (* 1942), britische Soziologin und Kriminologin
- Heidenstam, Peter von (1708–1783), Chirurg, Dr. med. und Physikus
- Heidenstam, Verner von (1859–1940), schwedischer Dichter, NobelpreisträgerVerner von Heidenstam (1859–1940)

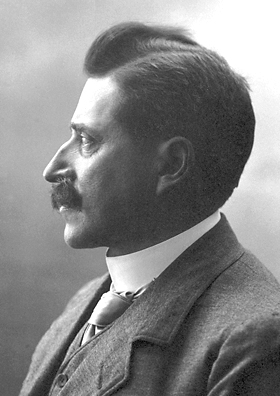
Verner von Heidenstam (1859–1940)

- Heidenstein, Reinhold († 1620), preußischer Diplomat, Jurist und Chronist, Sekretär des polnischen Königs

#### Heidep
- Heidepriem, Lucas (* 1960), deutscher Jazzpianist
- Heidepriem, Michael (* 1990), deutscher Jazzmusiker (Schlagzeug, Komposition)
- Heidepriem, Thomas (* 1953), deutscher Jazzbassist
- Heidepriem, Waldi (1929–1998), deutscher Jazzmusiker und Waagenbauer

#### Heider
- Heider, Alfred (1925–2012), deutscher Fußballspieler
- Heider, Daniel (1572–1647), deutscher Jurist und Rechtshistoriker
- Heider, Detlef (1943–1997), deutscher Maler und Grafiker
- Heider, Dominik (* 1982), deutscher Bioinformatiker
- Heider, Eberhard (1876–1943), österreichischer Politiker (SDAP), Landtagsabgeordneter
- Heider, Franz (1897–1977), deutscher Politiker (CDU), MdL
- Heider, Fritz (1896–1988), österreichisch-US-amerikanischer Psychologe
- Heider, Gabriele (* 1956), deutsche bildende Künstlerin
- Heider, Gustav (1819–1897), österreichischer Kunsthistoriker
- Heider, Herbert (* 1959), deutscher Fußballtorhüter
- Heider, Jean-Paul (* 1939), französischer Manager und Politiker (RPR)
- Heider, Joachim (* 1944), deutscher Komponist, Musikproduzent, Schlagersänger
- Heider, Jobst († 1663), herzoglich calenbergischer Hoforganist
- Heider, Karl (1856–1935), österreichischer Zoologe und Hochschullehrer
- Heider, Klaus (1936–2013), deutscher Künstler
- Heider, Lotta (* 2002), deutsche Handballspielerin
- Heider, Marc (* 1986), deutscher FußballspielerMarc Heider (* 1986)

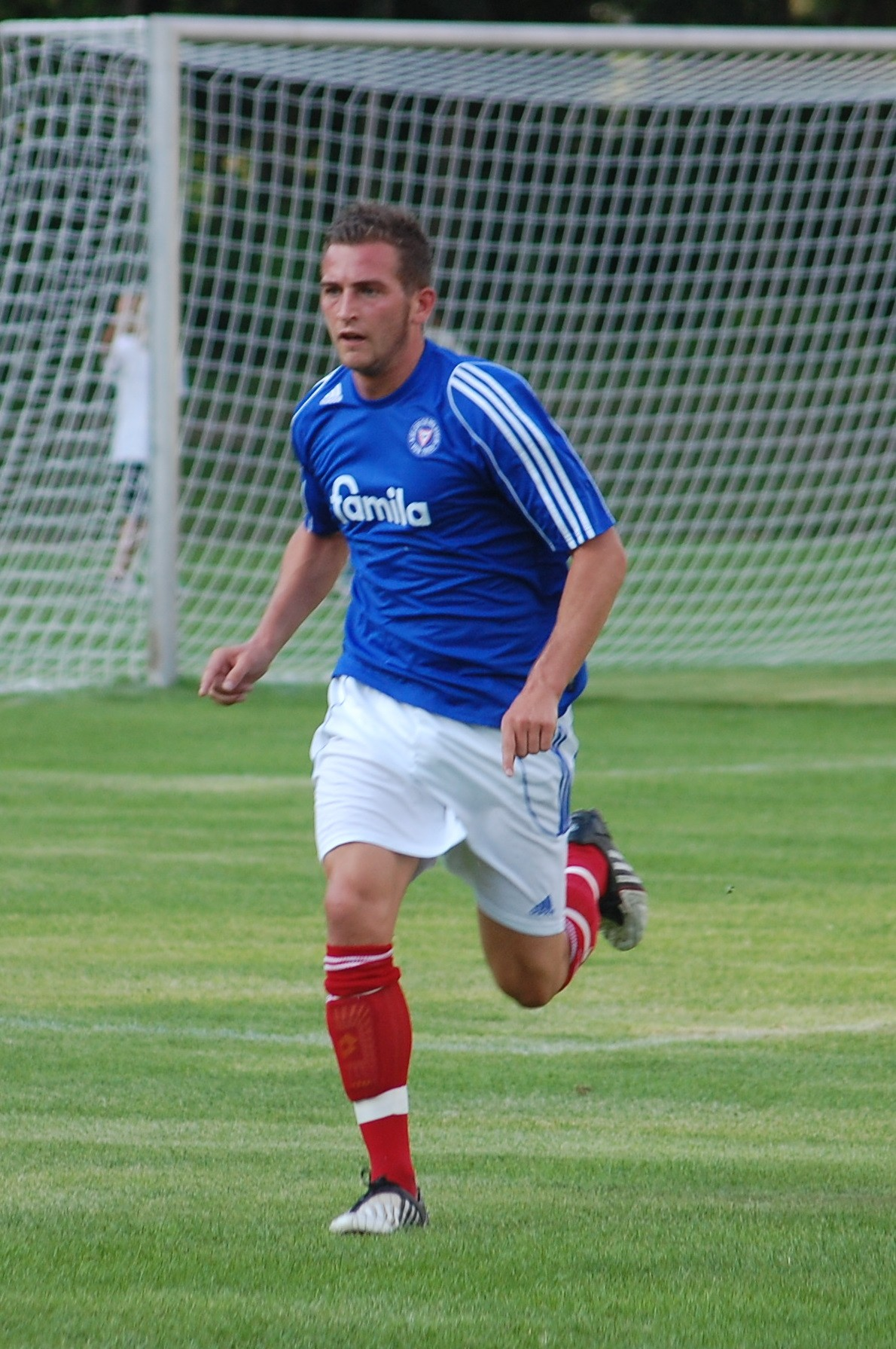
Marc Heider (* 1986)

- Heider, Martin (* 1970), deutscher Betriebswirt, Leiter der Münsterverwaltung und Kustos am Doberaner Münster
- Heider, Martin (* 1986), deutsch-tschechischer Eishockeyspieler
- Heider, Matthias (* 1966), deutscher Politiker (CDU), MdB
- Heider, Max (1922–1975), deutscher Dirigent
- Heider, Michaela (* 1995), österreichische Skirennläuferin
- Heider, Moriz (1816–1866), österreichischer Zahnarzt
- Heider, Otto (1896–1960), deutscher Politiker (NSDAP)
- Heider, Paul (1868–1936), Hochmeister des Deutschen Ordens
- Heider, Paul (1931–2014), deutscher NVA-Oberst und Militärhistoriker
- Heider, Paul Walter (1909–1986), deutscher Maler und Grafiker
- Heider, Rolf (* 1940), deutscher Tragwerksplaner
- Heider, Theodor (1837–1913), deutscher Politiker
- Heider, Ulrike (* 1947), deutsche Schriftstellerin
- Heider, Valentin (1605–1664), deutscher Jurist und Lindauer RatsherrValentin Heider (1605–1664)

Valentin Heider (1605–1664)

- Heider, Wally (1922–1989), amerikanischer Tontechniker, Studiobesitzer und Musikproduzent
- Heider, Walter (1939–2014), österreichischer Wienerliedsänger
- Heider, Werner (* 1930), deutscher Komponist, Pianist und Dirigent
- Heider, Wilfried (1939–1999), deutscher Metallgestalter
- Heider, Wolfgang (1558–1626), deutscher Ethnologe und Politikwissenschaftler, Universitätsrektor in Jena
- Heider-Schweinitz, Maria von (1894–1974), deutsche Malerin des Expressionismus
- Heidergott, Merle (* 1995), deutsche Handballspielerin
- Heiderhoff, Bettina (* 1966), deutsche Hochschullehrerin und Rechtswissenschaftlerin
- Heiderhoff, Heinz (1922–2002), deutscher Kommunalpolitiker (SPD)
- Heiderich, Birgit (* 1947), deutsche Schriftstellerin
- Heiderich, Franz (1863–1926), österreichischer Geograph
- Heiderich, Helmut (* 1949), deutscher Politiker (CDU), MdB
- Heidermann, Horst (1929–2018), deutscher Politologe und Volkswirt
- Heidermann, Jörg, deutscher Meteorologe und Wettermoderator
- Heidermanns, Frank (* 1960), deutscher Indogermanist und Sprachwissenschaftler
- Heidersbach, Käthe (1897–1979), deutsche Opernsängerin (Sopran)
- Heidersberger, Benjamin (* 1957), deutscher Medienkünstler, Publizist, Unternehmer und Kulturmanager
- Heidersberger, Heinrich (1906–2006), deutscher Fotograf
- Heiderscheid, Dionisio (* 1974), argentinischer Pornodarsteller und Model

### Heidf
- Heidfeld, Nick (* 1977), deutscher AutomobilrennfahrerNick Heidfeld (* 1977)

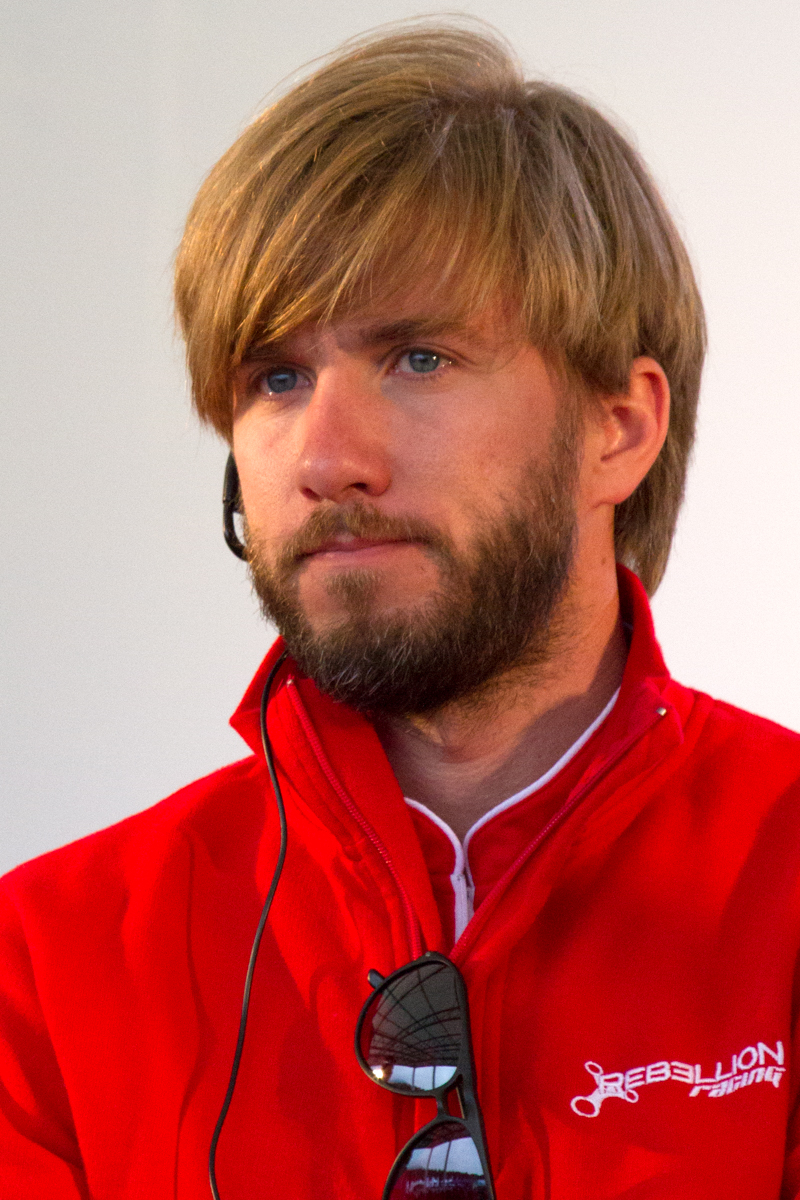
Nick Heidfeld (* 1977)

- Heidfeld, Sven (* 1978), deutscher Automobilrennfahrer
- Heidfeldt, Justus Henricus (1606–1667), deutscher Pädagoge und Diplomat

### Heidg
- Heidger, Robert (* 1969), US-amerikanischer Beachvolleyballspieler

### Heidh
- Heidhues, Franz (1939–2014), deutscher Agrarökonom, stellvertretender Vorstandsvorsitzender der Deutschen Welthungerhilfe
- Heidhues, Paul, deutscher Ökonom
- Heidhues, Theodor (1933–1978), deutscher Agrarökonom

### Heidi
- Heidi Anne, britische Sängerin
- Heidicker, Bernd (* 1978), deutscher Ruderer
- Heidinger, Erwin (* 1935), deutscher Fußballspieler
- Heidinger, Felix (1957–2019), deutscher Biologe, Tierfilmer und Fernsehmoderator
- Heidinger, Helmut (1922–2004), österreichischer Bankmanager und Politiker (ÖVP)
- Heidinger, James V. (1882–1945), US-amerikanischer Politiker
- Heidinger, Michael (* 1963), deutscher Politiker (SPD), Bürgermeister von Dinslaken
- Heidinger, Peter (1927–2022), deutscher Ingenieur und Energiemanager, Statthalter des Ritterorden vom Heiligen Grab zu Jerusalem
- Heidinger, Sebastian (* 1986), deutscher Fußballspieler und -trainer
- Heidinger, Werner (1904–1981), deutscher Chemiker und Politiker (NDPD), MdV
- Heidingsfelder, Franz (1882–1942), deutscher Historiker, Rektor der Philosophisch-Theologischen Hochschule Regensburg
- Heidingsfelder, Georg (1887–1943), deutscher Theologe, Philosoph, Pädagoge
- Heidingsfelder, Georg D. (1899–1967), deutscher Journalist, Lyriker in fränkischer Mundart, NS-Gegner
- Heidingsfelder, Martin (* 1965), deutscher American-Football-Spieler und Gründer des VroniPlag WikisMartin Heidingsfelder (* 1965)

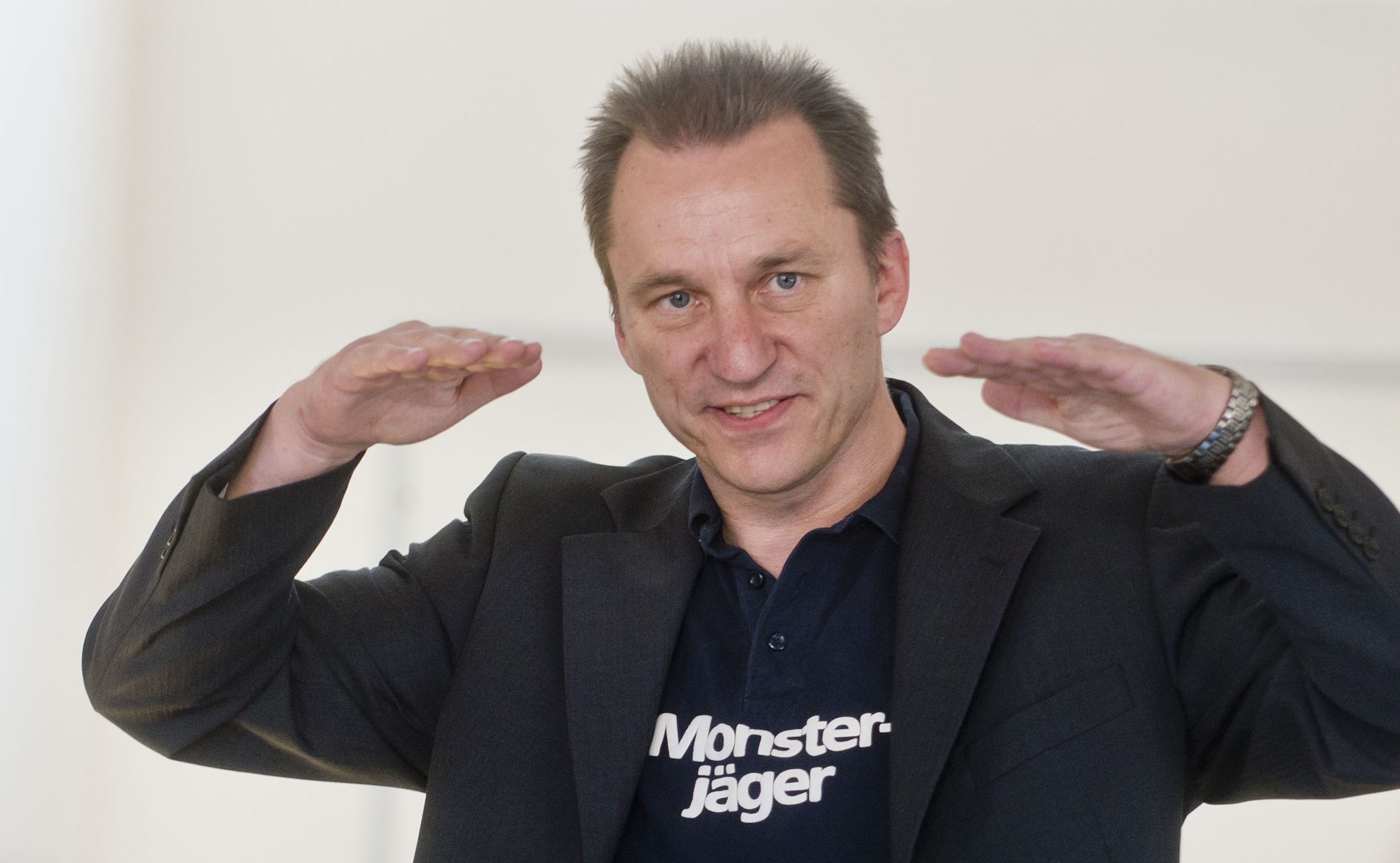
Martin Heidingsfelder (* 1965)

### Heidk
- Heidkamp, Bernard (1881–1952), deutscher Politiker (Zentrum), MdL
- Heidkamp, Erich (* 1948), deutscher Politiker (AfD)
- Heidkamp, Ferdinand (1944–2019), deutscher Fußballspieler
- Heidkamp, Josef (1893–1945), deutscher Parteifunktionär (NSDAP)
- Heidkamp, Konrad (1905–1994), deutscher Fußballspieler
- Heidkamp, Konrad (1947–2009), deutscher Journalist, Kritiker und Autor
- Heidkamp, Leo (* 1883), deutscher Radierer, Exlibris-Künstler sowie Landschafts- und Genremaler der Düsseldorfer Schule
- Heidkamp, Wilhelm (1883–1931), deutscher Unteroffizier in der Kaiserlichen MarineWilhelm Heidkamp (1883–1931)

Wilhelm Heidkamp (1883–1931)

- Heidkämper, Hermann (1866–1950), deutscher Pastor und Politiker
- Heidkämper, Otto (1901–1969), deutscher Offizier, zuletzt Generalleutnant im Zweiten Weltkrieg

### Heidl
- Heidl, Andreas (* 1962), österreichischer Architekt
- Heidl, Otto (1910–1955), deutscher SS-Hauptsturmführer und KZ-Arzt
- Heidl, Peter (* 1958), deutscher Jazz- und Weltmusiker (Flöte, Saxophone)
- Heidl, Walter (* 1959), deutscher Landwirt und Bauernfunktionär
- Heidland, Hans-Wolfgang (1912–1992), evangelischer Theologe
- Heidlauf, Wilhelm, deutscher Fußballspieler
- Heidlauff, Max (* 1858), deutscher Kommerzienrat und Stadtrat
- Heidler von Egeregg, Karl (1809–1887), österreichischer Medizinprofessor und Generalstabsarzt
- Heidler, Betty (* 1983), deutsche HammerwerferinBetty Heidler (* 1983)

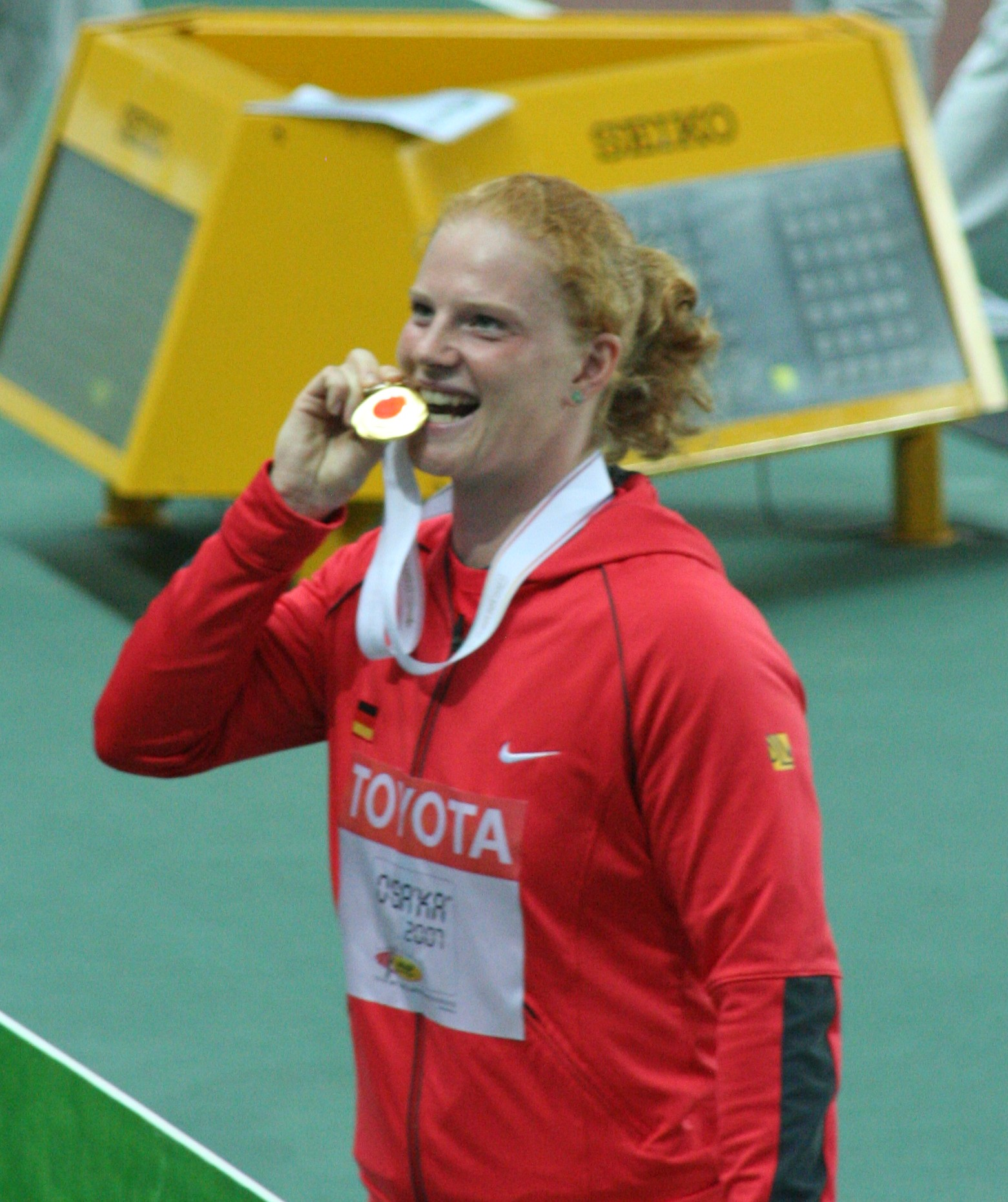
Betty Heidler (* 1983)

- Heidler, Franz (1898–1980), deutscher Heimatforscher und Schriftsteller sowie Volksliedsänger und -sammler
- Heidler, Georg (1891–1950), deutscher Politiker
- Heidler, Gert (* 1948), deutscher Fußballspieler
- Heidler, Hans (1927–2016), deutscher Politiker (FDP/DVP, CDU), MdL Baden-Württemberg
- Heidler, Margarete (* 1965), deutsche Kommunalpolitikerin

### Heidm
- Heidmann, Alberich (1808–1898), österreichischer Ordensgeistlicher, Abt des Stifts Lilienfeld und Politiker, Landtagsabgeordneter
- Heidmann, Christoph (1582–1627), deutscher Philologe und Geograph
- Heidmann, Johann Anton (1772–1855), österreichischer Mediziner
- Heidmann, Justus Diederich (1694–1743), deutscher Gymnasiallehrer und Schriftsteller
- Heidmann, Karl (1889–1946), deutscher Schauspieler und Regisseur
- Heidmann, Manfred (1923–2020), deutscher Schauspieler
- Heidmann, Robert (1858–1914), deutscher Politiker, MdHB, Senator und Kaufmann
- Heiðmar Felixson (* 1977), isländischer Handballspieler
- Heidmeier, Matthias (* 1976), deutscher politischer Beamter (CDU)
- Heidmüller, Otto (1845–1922), deutscher Verleger und niederdeutscher Dichter

### Heidn
- Heidner, Gerhard (* 1939), deutscher Fußballspieler
- Heidner, Hans-Hermann (* 1957), deutscher Jurist, Richter am Bundesfinanzhof
- Heidner, Heinrich (1876–1974), deutscher Maler
- Heidner, Konrad (1939–2025), deutscher Fußballspieler
- Heidnik, Gary Michael (1943–1999), amerikanischer Mörder

### Heido
- Heidolf, Dirk (* 1976), deutscher Motorradrennfahrer
- Heidorn, Carl Adolph Ferdinand (1823–1893), deutscher Zinngießer
- Heidorn, Edgar (1941–2020), deutscher Ruderer und Fahrlehrer
- Heidorn, Frederic (* 1985), deutscher SchauspielerFrederic Heidorn (* 1985)

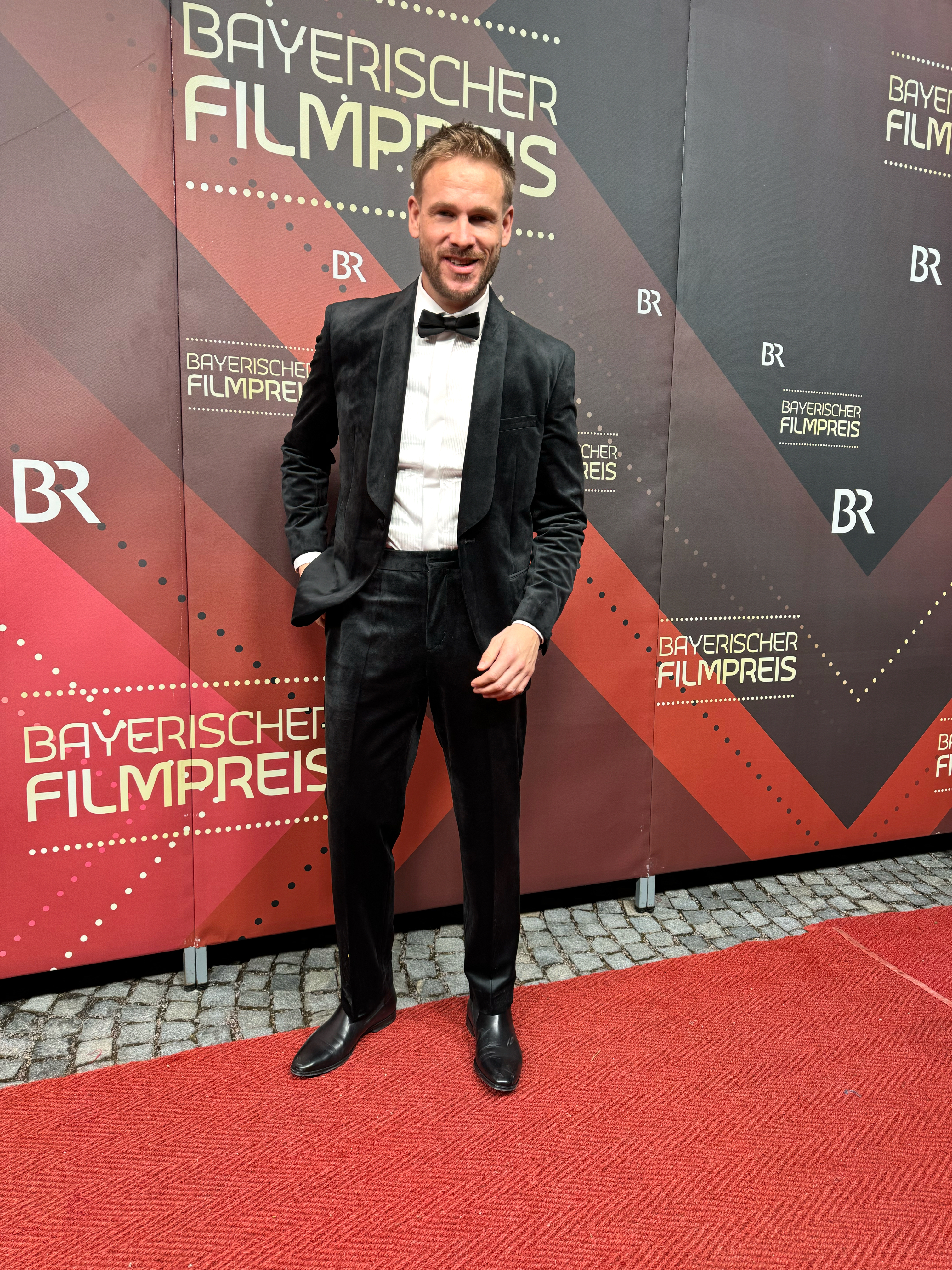
Frederic Heidorn (* 1985)

- Heidorn, Günter (1925–2010), deutscher Historiker
- Heidorn, Hartwig (1931–2012), deutscher Jurist, Bremer Staatsrat
- Heidorn, Joachim (* 1951), deutscher Diplomat
- Heidorn, Robert (* 1988), deutscher Pokerspieler
- Heidorn, Ute (* 1962), deutsch-österreichische Schauspielerin

### Heidr
- Heidrich, Adrian (* 1994), Schweizer Beachvolleyballspieler
- Heidrich, Arnošt (1889–1968), tschechoslowakischer Diplomat und Außenpolitiker
- Heidrich, Christian (* 1960), deutscher Theologe
- Heidrich, Ernst (1880–1914), deutscher Kunsthistoriker
- Heidrich, Horst (1920–1992), deutscher Politiker (SED), Generalforstmeister der DDR und stellvertretender Minister für Land-, Forst- und Nahrungsgüterwirtschaft
- Heidrich, Ingrid (* 1939), deutsche Historikerin
- Heidrich, Jörg, deutscher Basketballspieler
- Heidrich, Jürgen (* 1959), deutscher Musikwissenschaftler
- Heidrich, Matthias (* 1977), deutscher Fußballspieler
- Heidrich, Max (1876–1945), deutscher Architekt
- Heidrich, Peter (1929–2007), deutscher Religions- und Sprachwissenschaftler
- Heidrich, Richard (1896–1947), deutscher General der FallschirmtruppeRichard Heidrich (1896–1947)

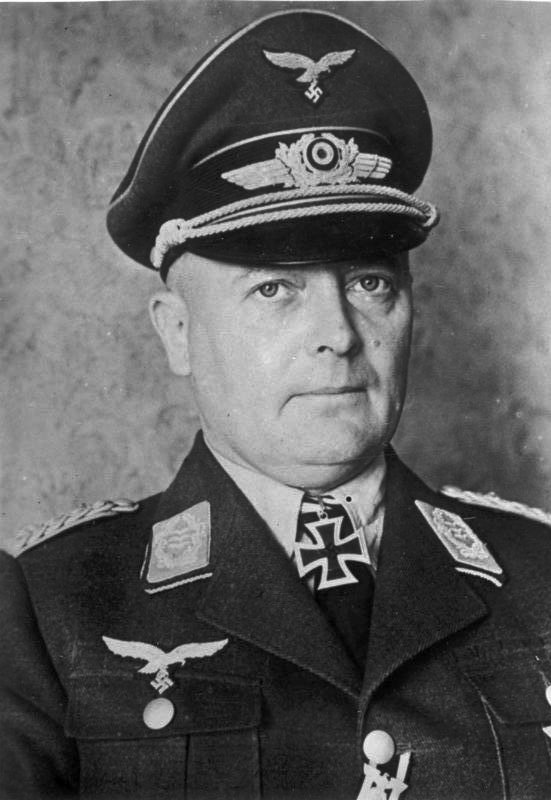
Richard Heidrich (1896–1947)

- Heidrich, Steffen (* 1967), deutscher Fußballspieler
- Heidrich, Walter (1905–1989), deutscher Schauspieler und Theaterleiter

### Heids
- Heidschötter, Uwe (* 1978), deutscher Illustrator, Animator, Filmregisseur und Comicautor
- Heidschuch, Erich (1895–1960), deutscher Geheimdienstoffizier
- Heidsieck, Bernard (1928–2014), französischer Lautdichter
- Heidsieck, Éric (* 1936), französischer Pianist
- Heidsieck, Florenz-Ludwig (1749–1828), deutsch-französischer Unternehmer
- Heidsieck, Werner (1882–1920), deutscher Politiker (DDP)
- Heidsiek, Wilhelm (1888–1944), deutscher Politiker (SPD), MdHB, Widerstandskämpfer

### Heidt
- Heidt, Gary A. (1942–2021), US-amerikanischer Biologe, Mammaloge und Ökologe
- Heidt, Hanna (1920–2020), deutsche Autorin
- Heidt, Horace (1901–1986), US-amerikanischer Bigband-Leader
- Heidt, Mike (* 1963), kanadisch-deutscher Eishockeyspieler
- Heidt, Peter (* 1965), deutscher Politiker (FDP), MdBPeter Heidt (* 1965)

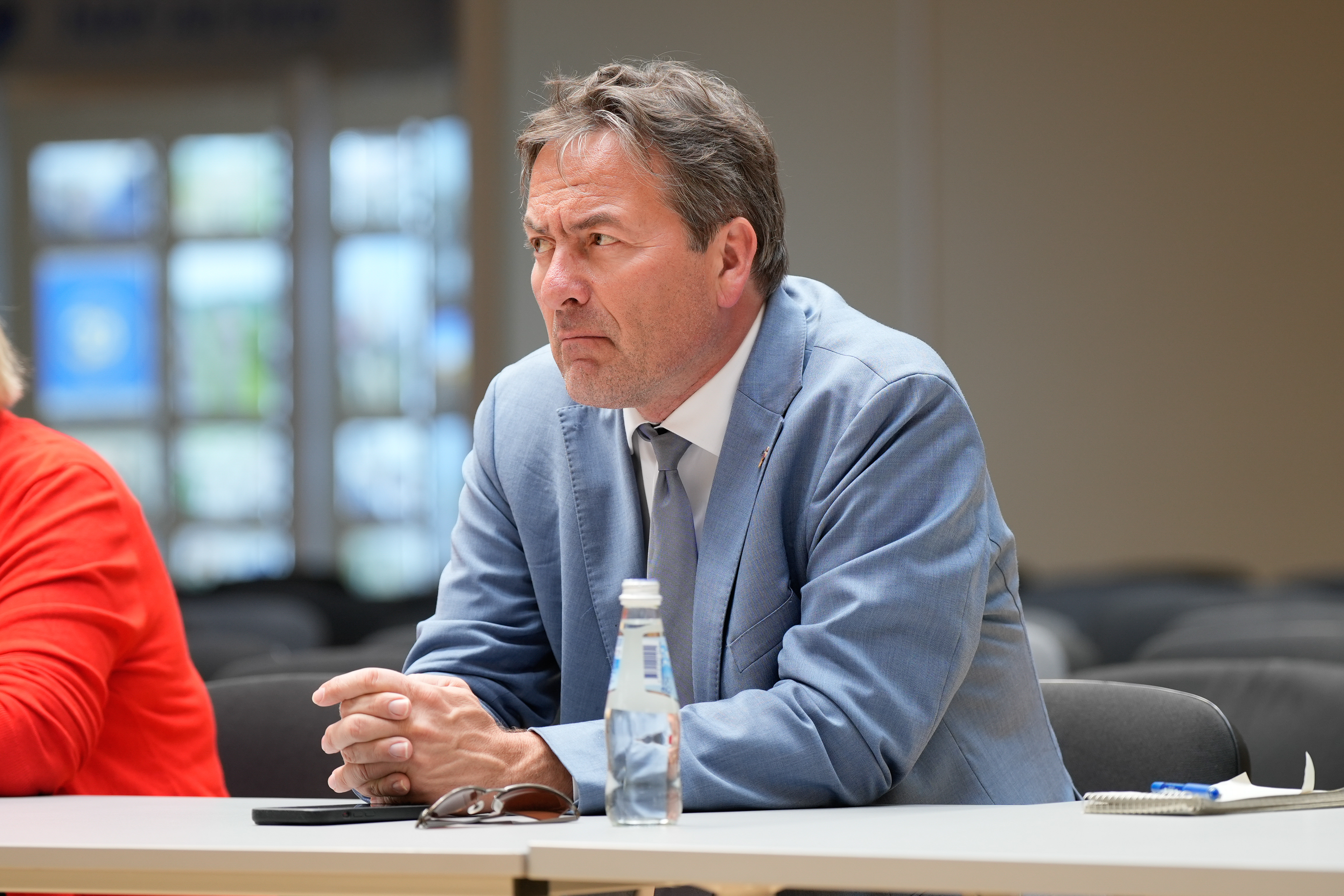
Peter Heidt (* 1965)

- Heidt, Roger (* 1960), deutscher Kommunalpolitiker (CDU)
- Heidt, Wilfried (1941–2012), deutscher Sozialforscher und Anthroposoph
- Heidt-Sommer, Nina (* 1978), deutsche Politikerin (SPD)
- Heidtmann, Andreas (* 1961), deutscher Lektor, Autor und Herausgeber sowie Pianist
- Heidtmann, Dieter (* 1963), deutscher evangelischer Theologe, Pfarrer, Politiker (SPD) und Politikwissenschaftler
- Heidtmann, Frank (1937–2023), deutscher Bibliothekswissenschaftler
- Heidtmann, Hans (1914–1976), deutscher Marineoffizier
- Heidtmann, Herbert (1928–2013), deutscher Politiker (SPD)
- Heidtmann, Jacob (* 1994), deutscher Schwimmer
- Heidtmann, Stefan (* 1958), deutscher Jazzpianist
- Heidtmann, Ursula (1917–2015), deutsche Tennisspielerin
- Heidtmann-Bacharach, Anna (1872–1942), deutsche Malerin
- Heidtrider, Henni, deutscher Bildhauer

### Heidu
- Heiducoff, Jürgen (* 1952), deutscher Offizier
- Heiduczek, Werner (1926–2019), deutscher Schriftsteller
- Heiduk, Franz (1925–2023), deutscher Gymnasiallehrer, Biograf, Lexikograf und Herausgeber
- Heiduk, Kim (* 2000), deutscher RadrennfahrerKim Heiduk (* 2000)

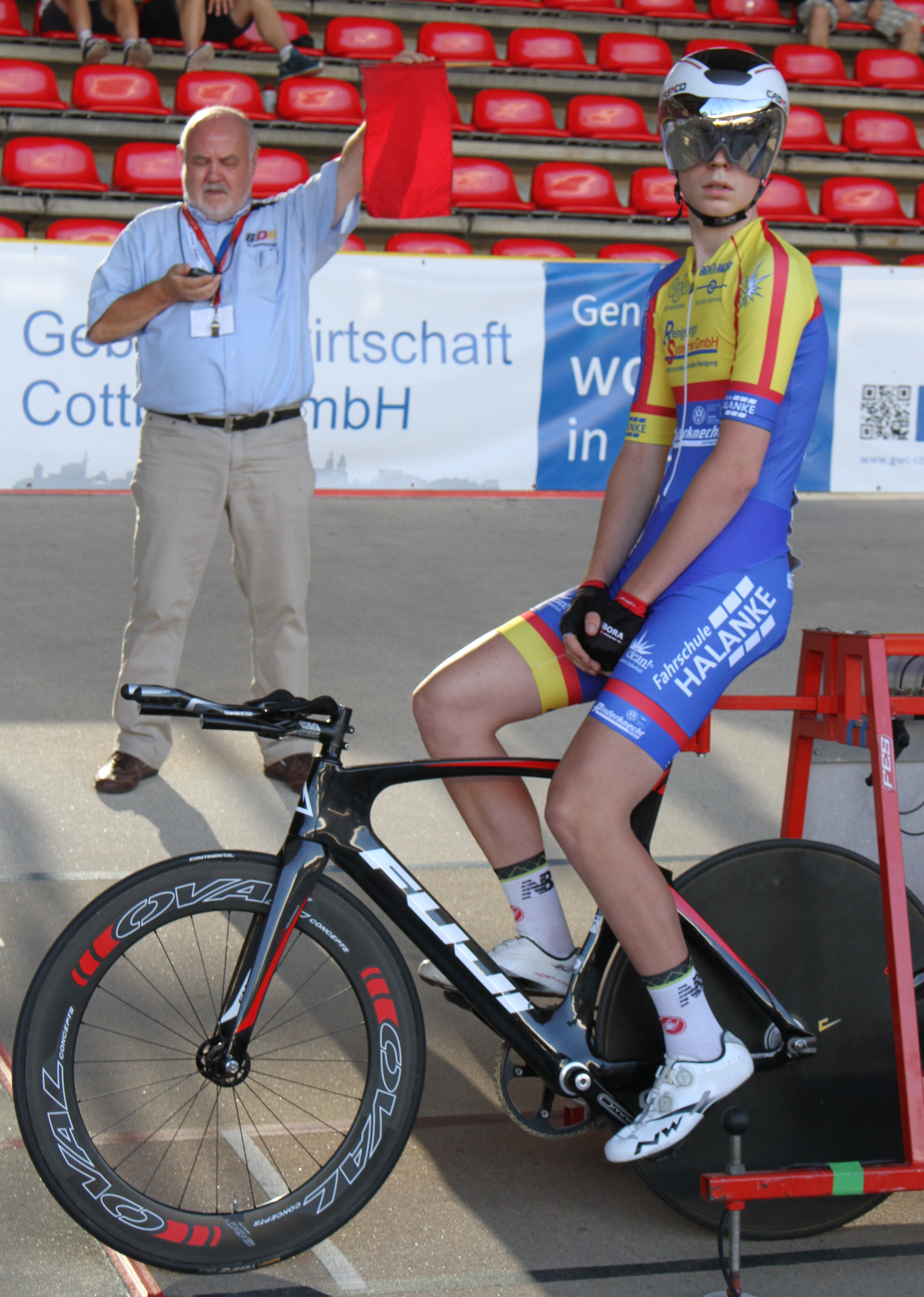
Kim Heiduk (* 2000)

- Heiduk, Melissa (* 1989), deutsche Popsängerin
- Heiduk, Petra (* 1943), deutsche Tänzerin, Tanzsporttrainerin und Choreographin
- Heidum, Bernadett (* 1988), ungarische Shorttrackerin
- Heiduschka, Alfred (1875–1957), deutscher Lebensmittelchemiker und Ernährungswissenschaftler
- Heiduschka, Veit (* 1938), österreichischer Filmproduzent